# Max Radestock (Genossenschaftler)
Max Radestock (* 21. Februar 1854 in Dresden; † 10. Januar 1913 in Langebrück) war ein deutscher Konsumgenossenschafter und der erste Vorstandsvorsitzende des 1903 gegründeten Zentralverbandes deutscher Konsumvereine (ZdK).

Gesamtvorstand des ZdK 1903, v. l. Karl Schmidtchen, Konrad Barth, Max Radestock (Vorsitzender), Heinrich Kaufmann (Sekretär)

## Jugend
Am 21. Februar 1854 wurde Max Radestock in Dresden geboren. Nach seiner Volksschulzeit ging er bei seinem Pflegevater in die Lehre eines Seifensieders. Für drei Jahre ging er dann auf die Gesellenwanderschaft durch Deutschland. Als er nach Dresden zurückkehrte, wurde er Arbeiter in einer Steingutfabrik. Dort machte er bald eine bescheidene Karriere, die ihm als Arbeiter möglich war. Er wurde Magazinverwalter und Lageraufseher.

## Konsumgenossenschafter
1885 wurde er in den Vorstand des Konsumvereins von Pieschen gewählt. 1889 wurde er dort im Nebenamt Geschäftsführer, ab 1892 hauptamtlich. Er wirkte vier Jahre im Vorstand des Verbandes sächsischer Konsumvereine und wurde dann Verbandsdirektor. 1902 arbeitete er den Satzungsentwurf des neu zu gründenden Zentralverbandes aus, der im Oktober 1902 von der entsprechenden Kommission beraten wurde. Auf der Gründungsversammlung des Zentralverbandes deutscher Konsumvereine (ZdK) in Dresden wurde Radestock 1903 zum Mitglied des Vorstands des neu gegründeten Verbandes gewählt. Dieser Vorstand arbeitete ehrenamtlich. Der Vorstand bestimmte ihn zum Vorsitzenden. 1913 starb Max Radestock nach schwerer und schmerzhafter Krankheit.

## Ehrungen
Die Radestockstraße im Dresdner Stadtteil Kaditz war nach ihm benannt. Seit 1935 trägt die nach dem Ersten Weltkrieg angelegte Straße zu Ehren Hermann Dungers den Namen Dungerstraße.